# Joanna Francesa
Joanna Francesa é um filme de drama de 1973, coprodução brasileira / francesa, escrito e dirigido por Cacá Diegues. Direção musical de Chico Buarque e Roberto Menescal, com temas cantados por Jeanne Moreau, Nara Leão e Fagner. Locações em União dos Palmares, Alagoas.

## Elenco
- Jeanne Moreau ... Joana
- Eliezer Gomes ... Gismundo
- Carlos Kroeber ...Coronel Aureliano
- Ney Santanna ... Honório
- Tetê Maciel ... Dorinha
- Helber Rangel ... Lianinho
- Beto Leão ... Ricardo
- Lélia Abramo ... Dona Olímpia
- Leina Krespi ... Das Dores
- Pierre Cardin ... Pierre
- Rodolfo Arena...Padre Seixas
- Rui Polanah...Coronel Lima
- Rogério Polli...Lima mais moço
- Tonho...menino
- Angelito Mello...Tio Julio
- Manfredo Colassanti...amigo no bordel
- Ana Maria Magalhães...amiga no bordel
- Fernanda Montenegro ... Joana (voz)
- Antônio Pitanga...amigo no bordel
- Vitor Rapozeiro (dublagem)
- Roberto Melo Leite (dublagem)

## Sinopse
Em outubro de 1930 Jeanne é uma francesa dona de prostíbulo em São Paulo, quando resolve aceitar a proposta do Coronel Aureliano, cuja esposa está moribunda, e deixa tudo para acompanhá-lo até seu Engenho de açúcar Santa Rita, no interior de Alagoas. Ao chegar lá, conhece a família do Coronel, seus filhos incestuosos, a sogra dominadora, e a rivalidade política e econômica com os Lima, que constroem uma usina e deixam o Coronel com sua antiga plantação à beira da ruína.

## Prêmios
Troféu APCA
- Melhor Música - Chico Buarque e Roberto Menescal - 1974
- Melhor Roteiro Original - Cacá Diegues - 1974